# Acrosterigma impolitum
Acrosterigma impolitum is een tweekleppigensoort uit de familie van de Cardiidae. De wetenschappelijke naam van de soort is voor het eerst geldig gepubliceerd in 1841 door G.B. Sowerby II.